# Karel Zeman (politik)
Karel Zeman (5. ledna 1889 – ???) byl český a československý politik Československé strany národně socialistické a poválečný poslanec Prozatímního Národního shromáždění.

## Biografie
V letech 1945–1946 byl poslancem Prozatímního Národního shromáždění za národní socialisty. V parlamentu setrval až do parlamentních voleb v roce 1946.